# Cabochon

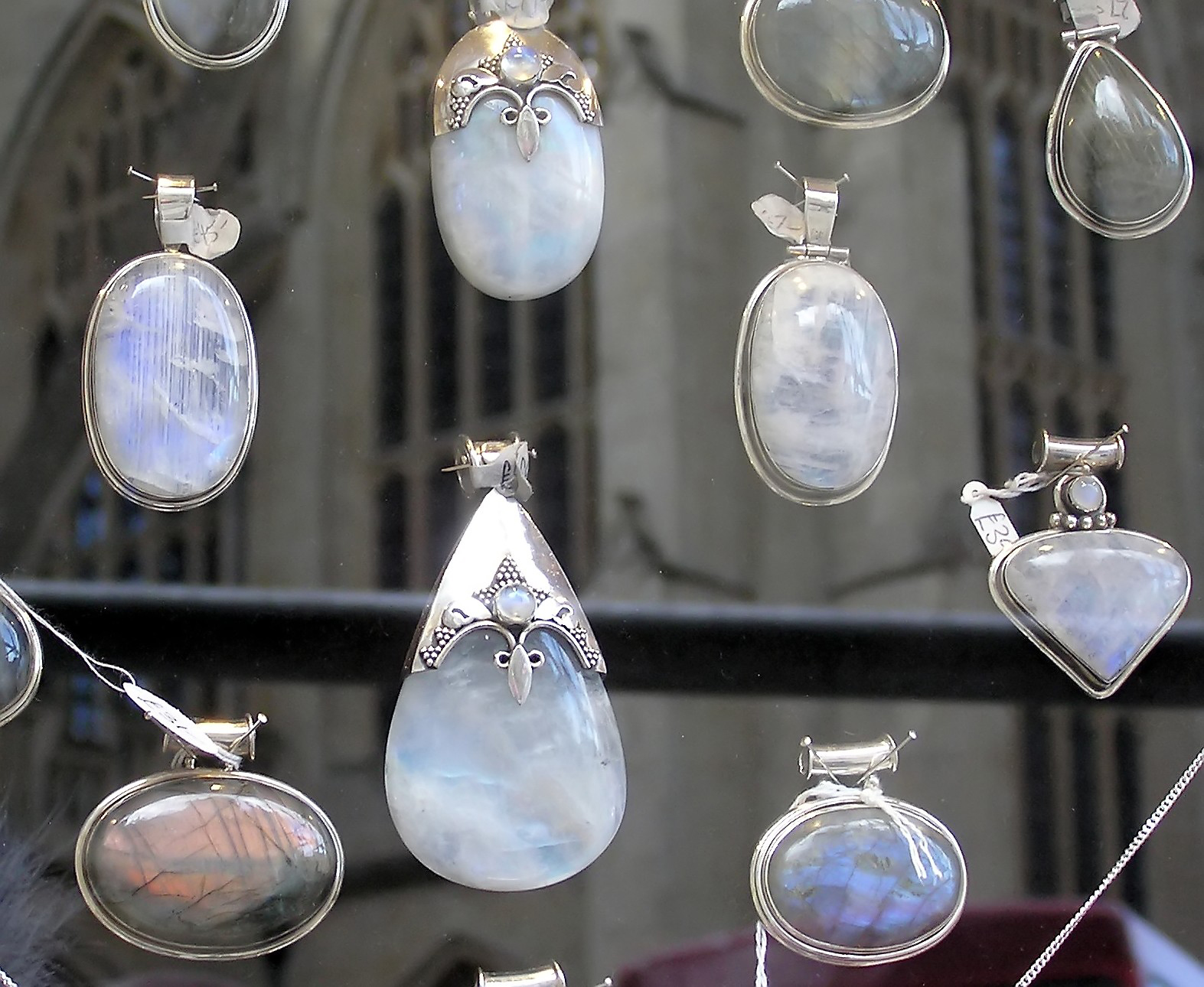
Maansteencabochons

Cabochon is de benaming voor een slijptechniek voor het slijpen van edelstenen en halfedelstenen en de benaming voor de stenen die hiermee worden verkregen.
De natuurlijke stenen worden eerst in een vorm geslepen (bijvoorbeeld in hartvorm, ovaal of vierkant) waarna er van de bovenkant laagjes af worden geslepen totdat de steen bol geworden is. Ze worden gebruikt om relieken zichtbaar te maken in reliekhouders.
Voor het cabochonslijpen is een slijpmachine nodig die met slijpschijven of slijpbanden is uitgerust.

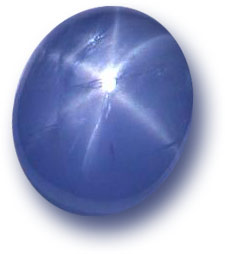
Stersaffier
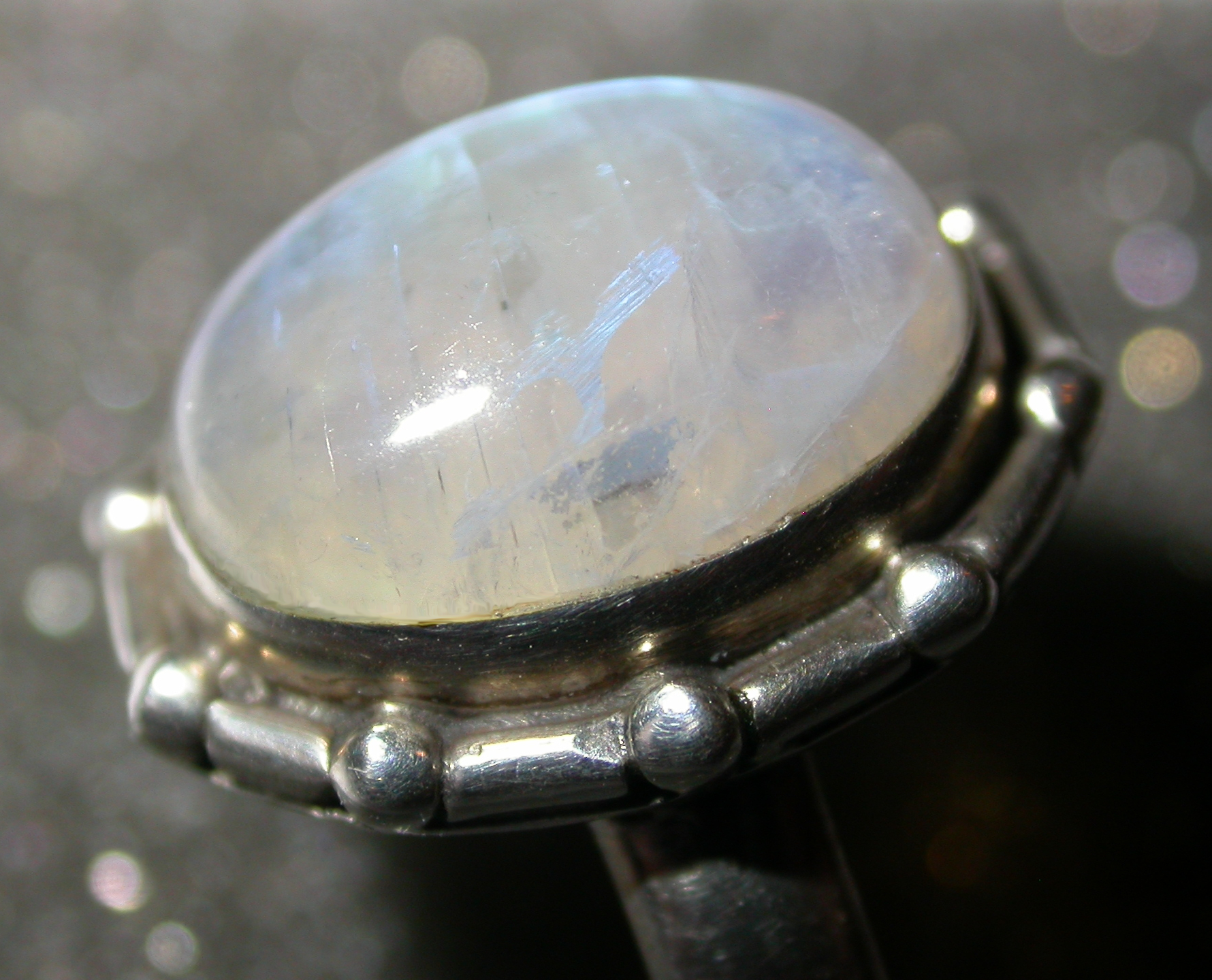
Maansteen
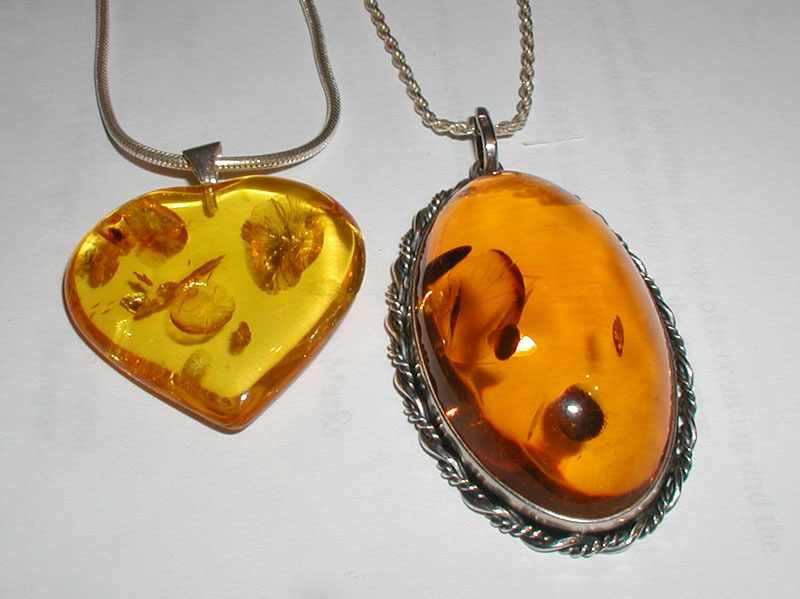
Barnsteen
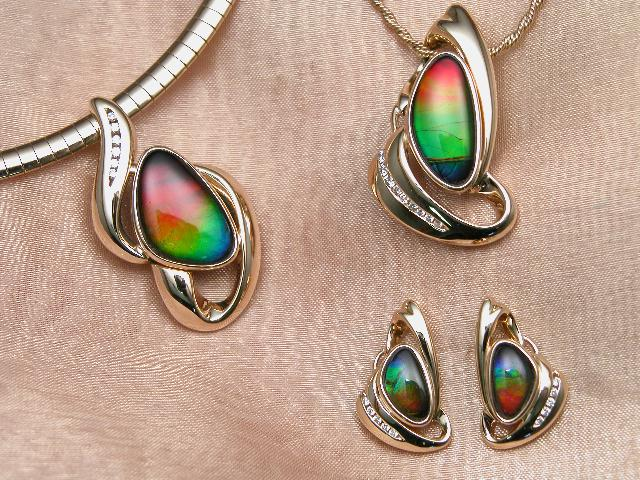
Ammoliet